# Psammetichus III
Psammetichus III was de laatste farao van de 26e dynastie van de Egyptische oudheid. Hij regeerde over Egypte van 526 tot 525 v.Chr..

## Biografie
Psammetichus III was de zoon van farao Amasis en een van zijn vrouwen, koningin Tacheta. Zijn naam is een link naar zijn stiefmoeder en de elementen van de dynastie die zijn vader had onttroond. Hij volgde zijn vader op als farao in het jaar 526 v.Chr., toen Amasis overleed op 44-jarige leeftijd. Volgens Herodotus had Psammetichus III een zoon, Amasis, en een vrouw en een dochter die beide ongenoemd bleven in zijn documenten.
Psammetichus III regeerde niet meer dan zes maanden. Hij volgde Ahmozes II op en werd vrijwel onmiddellijk geconfronteerd met een Perzische invasie. De Egyptische marine weigerde ten strijde te trekken. De jonge en ongeoefende koning deed alles wat hij kon om zijn land vrij te houden van Perzen, maar dat lukte niet. Nadat de Perzen de Sinaï en de woestijn hadden overgestoken met behulp van de Arabieren volgde een bloederige strijd in 525 v.Chr. Psammetichus III werd uiteindelijk verslagen bij de slag bij Pelusium door de Perzische koning Cambyses II nadat hij was verraden door een van zijn bondgenoten: Phanes van Halicarnassus. Psammetichus vluchtte vervolgens naar Memphis. De Perzen omsingelden de stad en namen Psammetichus gevangen na de val van Memphis. Cambyses executeerde tweeduizend bewoners van de stad én de zoon van Psammetichus III. Zijn dochter werd slavin. Psammetichus III zelf werd gespaard. Hij werd in gevangenschap aan kettingen meegenomen naar Susa. Na een tijdje begon Psammetichus te rebelleren tegen Cambyses. Toen Cambyses hierachter kwam moest Psammetichus als straf het bloed van een stier drinken. Aan het gevolg hiervan overleed Psammetichus III in het jaar 525 v.Chr.

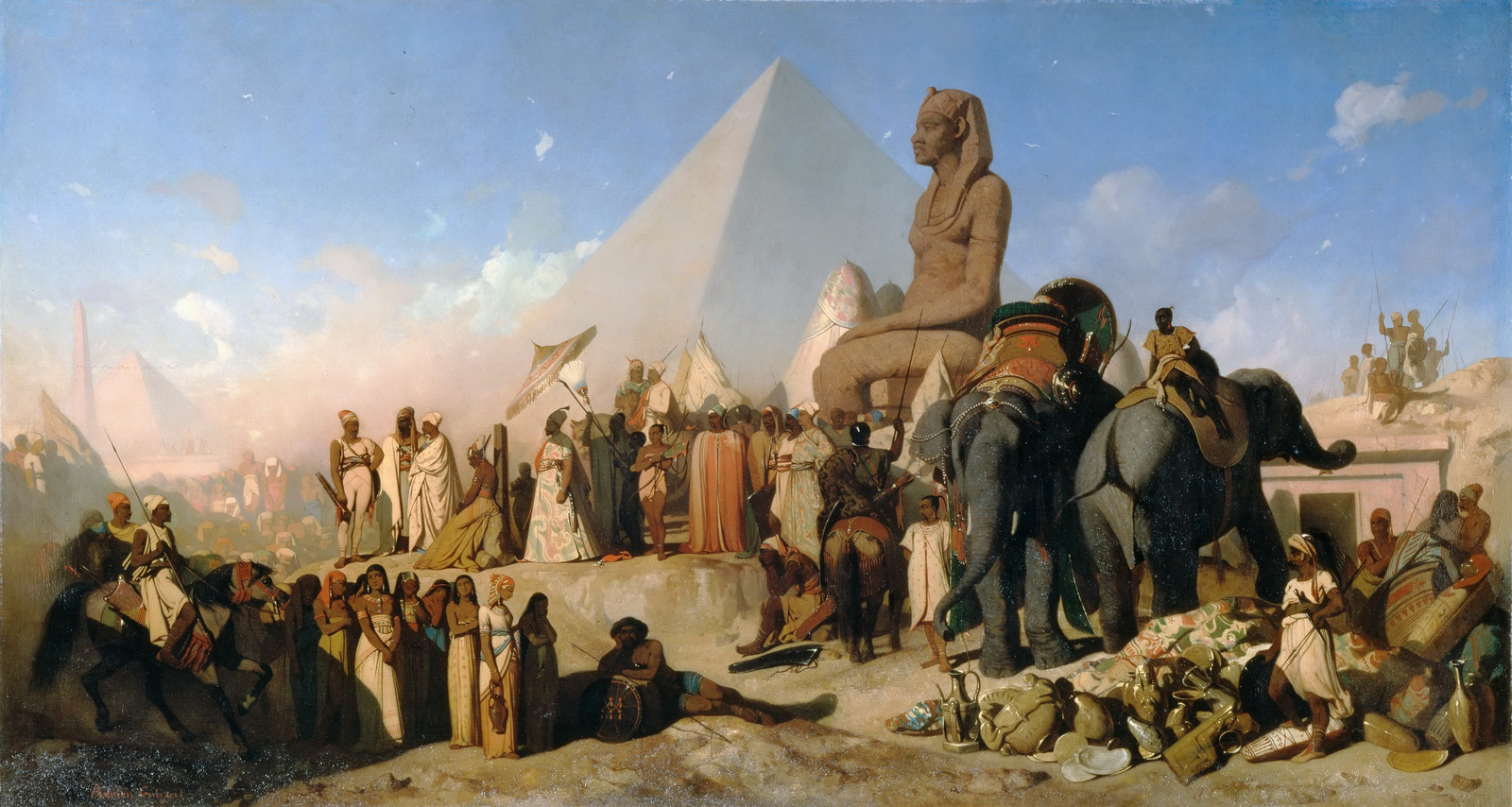
Ontmoeting tussen koning Cambyses II en farao Psammetichus III
(Voor 1854), door Adrien Guignet, Louvre

## Referentie
1. ↑  In boek III van Herodotus staat beschreven wat er gebeurde met de familie van Psammetichus.